# Shen Quan

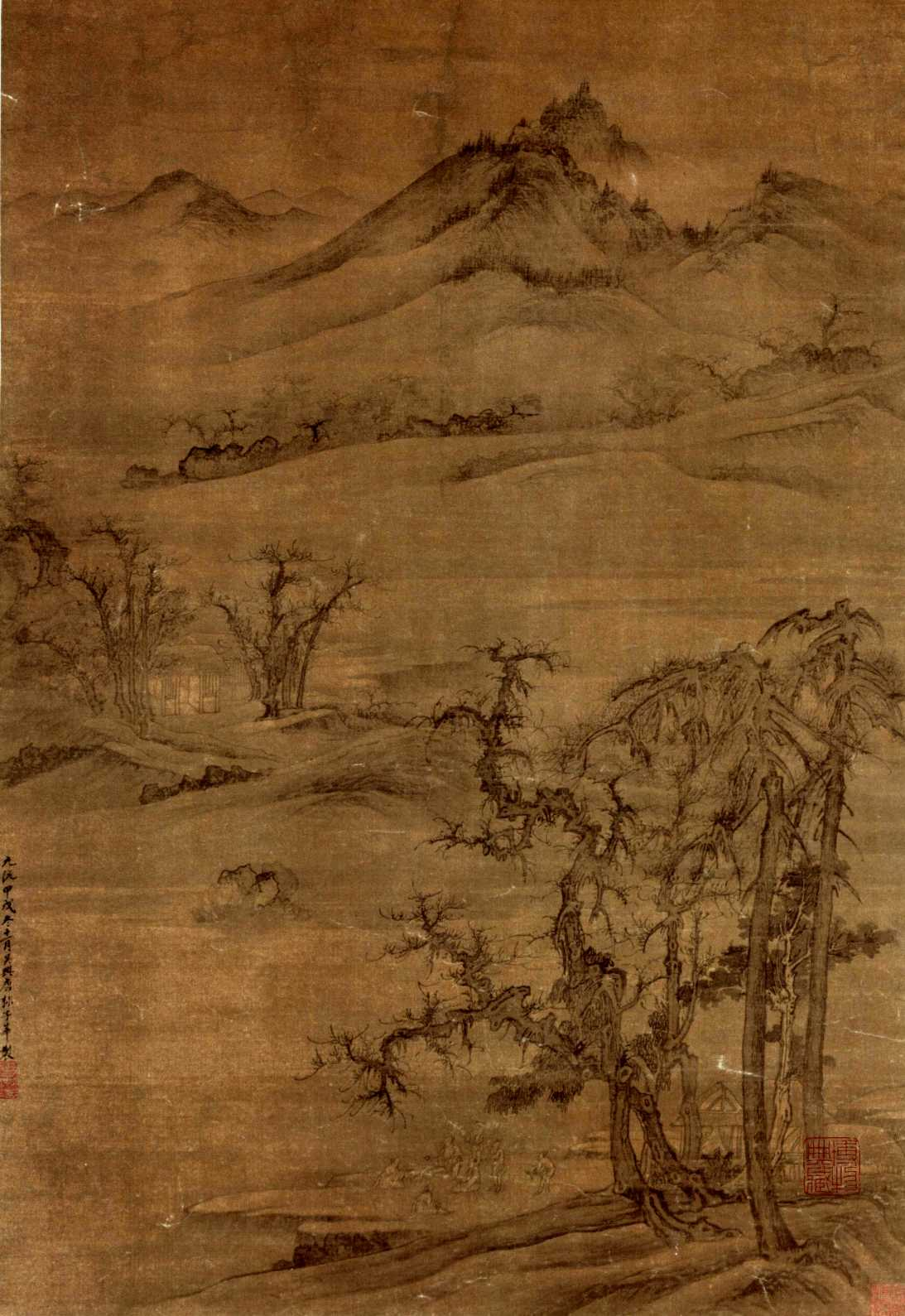
Bevent a l'ombra dels pins

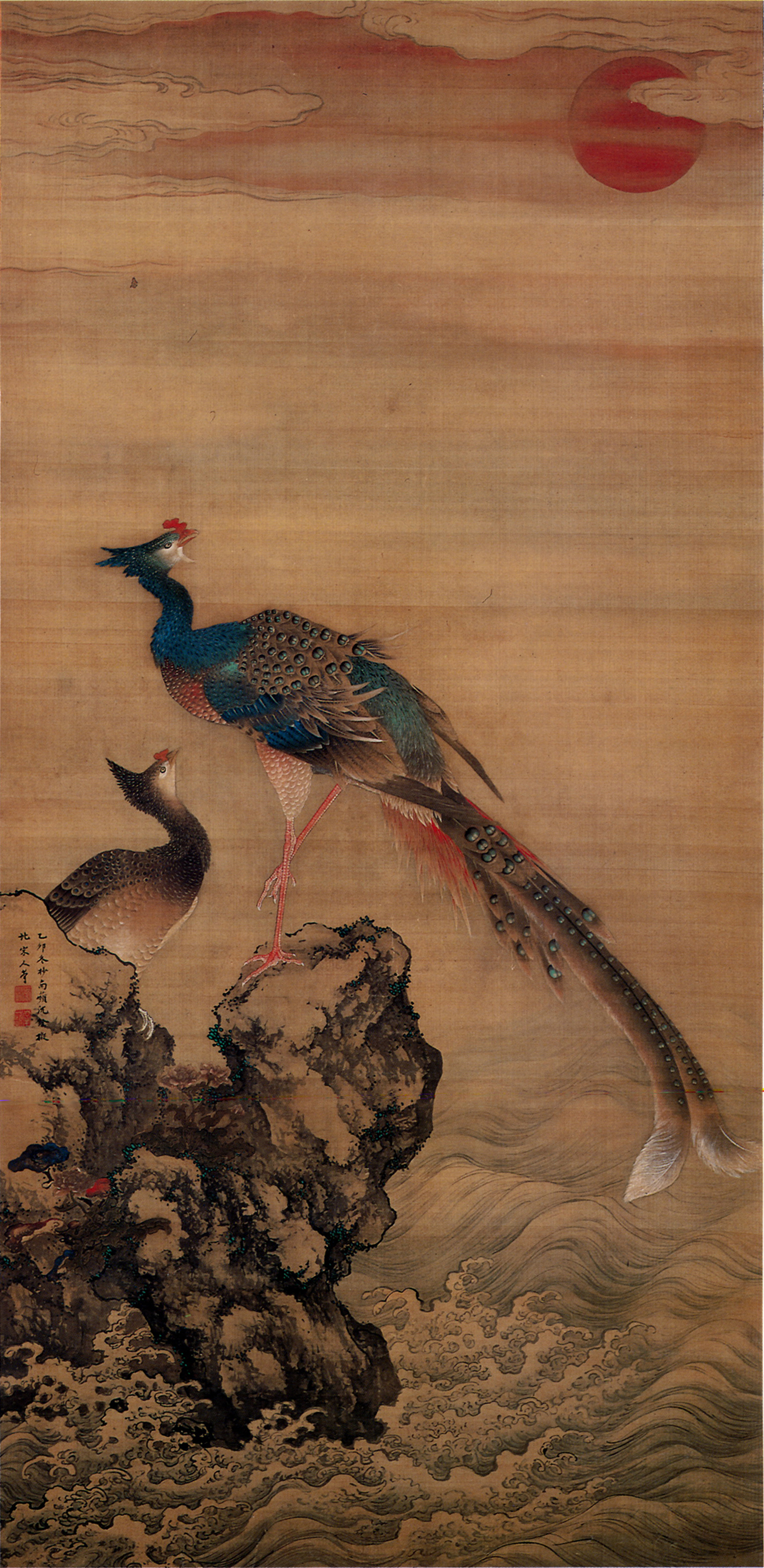
Parell de fènix en un matí esplèndid

Shen Quan (xinès simplificat:沈铨; xinès tradicional: 沈銓; pinyin: Shěn Quán), conegut també com a Nanping i Hengzai, fou un pintor xinès que va viure sota la dinastia Qing. Va néixer el 1682 a Deqian, altres fonts mencionen Huzhou, província de Zhejiang i va morir el 1758. Va residir a Nagasaki del 1731 al 1733 (font: Christine Guth) i va ser més cèlebre al Japó que a la Xina. Allà va fomentar la pintura xinesa de lletrats i, fins i tot, fundà una Acadèmia de Pintura que no va arribar a ser tan notable com d'altres centres, entre els seus deixebles es troba Masataka.
Va gaudir de popularitat fora de la Xina. Pintava flors i animals diversos (ocells, peixos, insectes, micos, etc.). Tractava temes relacionats amb la felicitat i la longevitat. Destaquen entre altres obres: “Pi, prunera i grues”, Gossos i peònies, Dos faisans en una branca de presseguer, Paons i Quatre oques salvatges. Es troben obres seves al Metropolitan Museum de Nova York, al Museu Britànic de Londres, al Museu Nacional del Palau de Taipei, al Museu del Palau de Pequín i al Nationalmuseum d'Estocolm.